# Juan-Pablo Francia
Pour les articles homonymes, voir Francia.
Juan Pablo Francia est un footballeur argentin né le 3 décembre 1984 à San Francisco, dans la province de Córdoba, en Argentine. Très technique balle au pied et habile pour tirer les coups francs, il évoluait au poste de milieu offensif.

## Biographie
Arrivé en provenance de Cordoba, il intègre le centre de formation des Girondins de Bordeaux à l'âge de 15 ans.
Formé au club aux côtés d'autres jeunes comme Marouane Chamakh ou Rio Mavuba, il profite du remplacement d'Élie Baup par Michel Pavon pour s'imposer en équipe première sur la période fin 2003-2005.
Il perd ensuite la confiance de ses dirigeants avec l'arrivée de Ricardo qui lui préfère les joueurs recrutés pour la saison 2005-2006 comme Alonso, Denílson ou Cheyrou. Son temps de jeu s'en voit réduit de moitié. Malgré de bonnes prestations, ce manque de confiance se confirme l'année suivante par les arrivées successives de Micoud, de Wendel, de Dalmat, puis de Jussiê, ou par la révélation de Gabriel Obertan.
Laurent Blanc fera de Juan Pablo Francia son capitaine (en vue de la saison avec la CFA2) pour certains matchs de préparation de la saison 2007-2008. Malgré la suspension de Micoud, il commence la saison le 4 août 2007 sur le banc des remplaçants à l'occasion du premier match contre Lens. Il terminera la rencontre sur le banc et observera la rentrée du jeune Obertan.
Le lendemain, il quitte la France pour retourner vivre en Argentine pour raisons personnelles indique-t-il. Le président Jean-Louis Triaud suspend son contrat qui courait jusqu'en juin 2009, mais refuse de le résilier. Revenu s'expliquer à la mi-octobre, Juan-Pablo Francia confirme sa volonté de rester en Argentine pour des raisons personnelles afin de rester auprès de sa famille. Les dirigeants bordelais cherchent désormais avec le joueur une solution de prêt jusqu’à la fin de la saison.
Début 2008, bien que le FCGB soit sans nouvelles de lui, il est quand même indiqué parmi les 25 joueurs de l'effectif "pro".
Le joueur est prêté au club de 3e division argentine du Club Sportivo Belgrano (San Francisco) (es) pour la saison 2008-2009, où il joue depuis. En juin 2013, le club est promu en B Nacional (deuxième division argentine). Il est considéré désormais comme une idole du club[réf. nécessaire].

## Statistiques
| Saison    | Club                   | Championnat | Championnat | Championnat | Coupe(s) nationale(s) | Coupe(s) nationale(s) | Compétition(s) continentale(s) | Compétition(s) continentale(s) | Compétition(s) continentale(s) | Total | Total |
| Saison    | Club                   | Division    | M.          | B.          | M.                    | B.                    | Comp.                          | M.                             | B.                             | M.    | B.    |
| 2001-2002 | Girondins de Bordeaux  | Ligue 1     | 1           | 0           | -                     | -                     | C3                             | -                              | -                              | 1     | 0     |
| 2002-2003 | Girondins de Bordeaux  | CFA         | -           | -           | -                     | -                     | -                              | -                              | -                              | 0     | 0     |
| 2003-2004 | Girondins de Bordeaux  | Ligue 1     | 24          | 7           | -                     | -                     | C3                             | 5                              | 0                              | 29    | 7     |
| 2004-2005 | Girondins de Bordeaux  | Ligue 1     | 36          | 2           | -                     | -                     | -                              | -                              | -                              | 36    | 2     |
| 2005-2006 | Girondins de Bordeaux  | Ligue 1     | 17          | 1           | -                     | -                     | -                              | -                              | -                              | 17    | 1     |
| 2006-2007 | Girondins de Bordeaux  | Ligue 1     | 10          | 1           | -                     | -                     | C3                             | 2                              | 0                              | 12    | 1     |
| 2007      | Girondins de Bordeaux  | Ligue 1     | 0           | 0           | -                     | -                     | C3                             | -                              | -                              | 0     | 0     |
| 2008-2014 | Sportivo Belgrano (es) |             | -           | -           | -                     | -                     | -                              | -                              | -                              | 0     | 0     |
| 2015-     | Club Atlético Talleres |             | -           | -           | -                     | -                     | -                              | -                              | -                              | 0     | 0     |

## Palmarès
- Vainqueur de la Coupe de la Ligue : 2007 (Girondins de Bordeaux)